# Henri-Blaise Chassaing
Henri-Blaise Chassaing, né le 15 décembre 1855 à Paris et mort le 25 avril 1908 à Saint-Maur-des-Fossés, est un médecin et homme politique français d'orientation radical-socialiste.

## Biographie
Né à Paris, d'un père et d'une mère originaires du Puy-de-Dôme, il effectue ses études au Lycée de Clermont tout en étant boursier. Il vient s'installer à Paris et s'engage tôt dans la politique avec ses camarades du Quartier latin (Paris). Dans le même temps, il ouvre son propre cabinet de médecine, rue Vieille-du-Temple et est élu conseiller municipal de Paris en 1884 comme candidat radical socialiste,dans le quartier Saint-Merri. En 1885, il fonde "L'Observatoire météorologique de la Tour Saint-Jacques" dont il fit don plus tard à la ville de Paris. Il est le fondateur de la "Société d'hygiène de l'Enfance" et l'un des introducteur en France de la pratique de la crémation.
Réélu en 1887, il devient député de la deuxième circonscription du quatrième arrondissement de Paris lors des élections législatives de 1889 en battant son concurrent boulangiste Jules Thiessé. Il siège au sein du groupe ouvrier, jusqu'en 1893, puis au sein du « groupe parlementaire socialiste »,. Il le demeure jusqu'en 1902, date à laquelle il est battu par un candidat nationaliste.

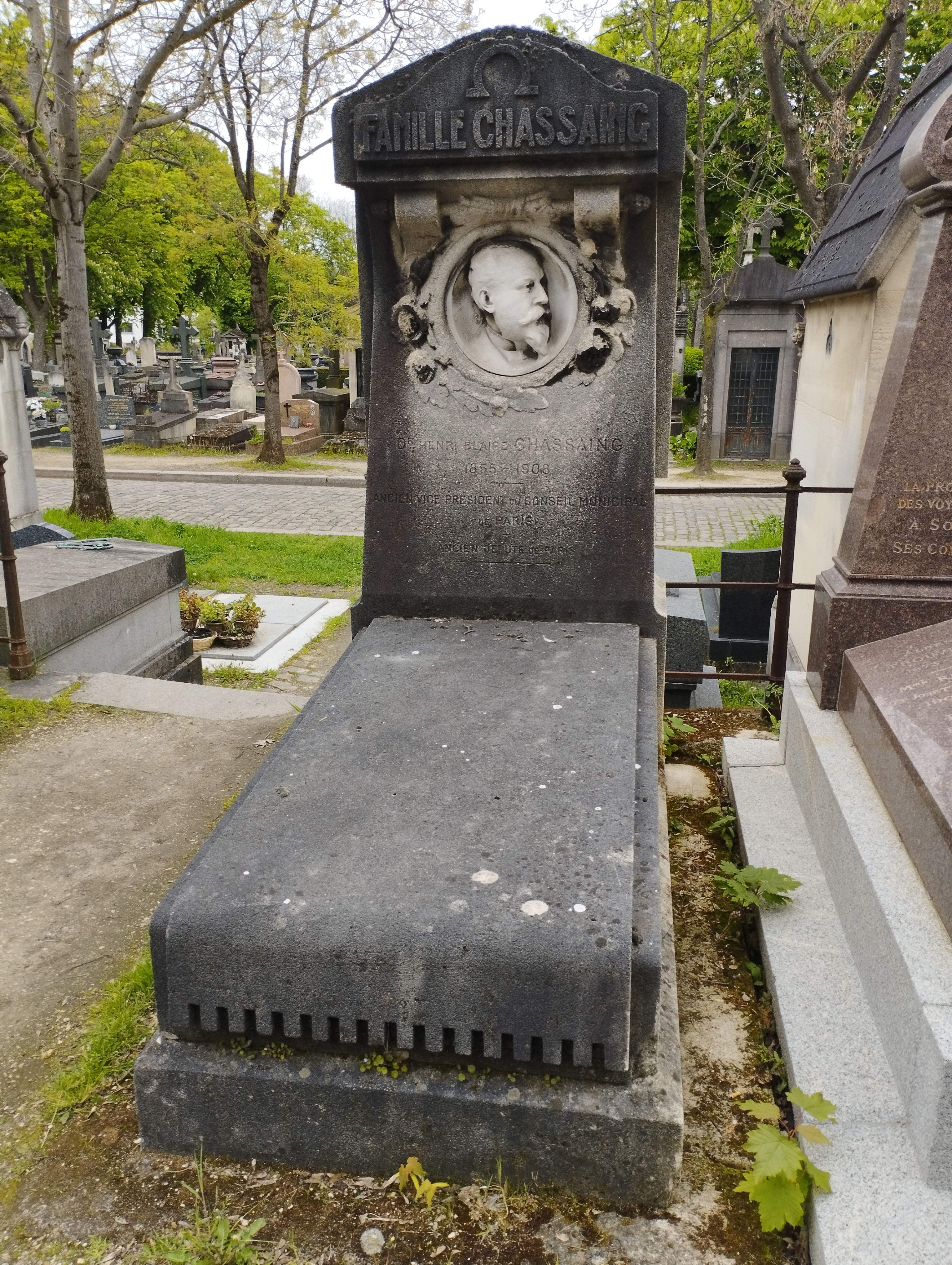
Tombe d'Henri-Blaise Chassaing au cimetière du Père-Lachaise (division 86).

Il meurt en 1908 et ses cendres reposent dans la 86e division du cimetière du Père-Lachaise.

## Sources
- « Henri-Blaise Chassaing », dans le Dictionnaire des parlementaires français (1889-1940), sous la direction de Jean Jolly, PUF, 1960 [détail de l’édition]